# Амон
Амо́н (егип. Jmn — «незримый») — древнеегипетский бог чёрного небесного пространства, воздуха. Позже, при Новом царстве — бог солнца (Амон-Ра). Считался покровителем Фив.

## История культа
Амон в мифологии Древнего Египта — сокрытый бог небес. Баран и гусь (символы мудрости) — это священные животные Амона. С эпохи Среднего царства его изображали в антропоморфном облике и перьями шути на головном уборе, заимствованные у бога плодородия Мина (Коптос).
Первоначально Амон — местный бог Фив. Помимо этого локального культа, Амон считался также одним из сокрытых божеств гермопольской Огдоады, состоя в паре со своей женской ипостасью (Амаунет). Мифологическая проработка образа Амона скудна. Считалось, что его супругой является Мут, хотя в более ранних источниках в этом качестве фигурировала Усерет (что касается Амаунет, то она была лишь женским воплощением Амона и собственного образа не имела). Сыном Амона и Мут являлся бог луны Хонсу. Амон, Мут и Хонсу вместе составляли фиванскую триаду. Так как Амон отождествлялся с Мином, к нему прилагался эпитет «Камутеф».
Уже в Первый переходный период появляются первые упоминания об Амоне не просто как о самостоятельном божестве, а как о демиурге и верховном боге. Появляется титул «Супруга бога Амона», которым обладали поначалу верховные жрицы, а позже исключительно женщины царской крови. В результате политического возвышения Фив в период Среднего царства культ Амона приобретает большую популярность, а при XVIII династии фиванских фараонов становится главным государственным богом. В русле синкретизма он был отождествлён с древним гелиопольским солнечным богом Ра в образе бога Амона-Ра, царя богов и старшего божества Эннеады.
В период Нового царства жречество Амона-Ра сосредоточило в своих руках огромное богатство и влияние. В частности, оно (в лице верховного жреца Хапусенеба) сыграло важную роль в возведении на престол женщины-фараона Хатшепсут, ставшей единоличной правительницей благодаря решению оракула Амона.
Правление XVIII династии отмечено возведением грандиозных храмов Амону в Карнаке и Луксоре, достигших особых высот при Хатшепсут, Тутмосе III, Аменхотепе III и Рамсесе II.
После провала попытки фараона Эхнатона запретить почитание Амона и ввести взамен культ Атона, приближённый к монотеизму, его преемники Тутанхамон, Эйе и Хоремхеб реставрировали культы древних божеств во главе с Амоном-Ра. В результате, позиции фиванских жрецов только усилились, что привело к фактическому установлению теократии при последних Рамессидах (XX династия) и восшествию на престол Херихора, верховного жреца Амона.

### Амон в Куше
В результате завоевания Египтом Нубии (Куша), верховное божество кушитов было окончательно отождествлено с Амоном во времена XVIII династии. Как результат, к I тысячелетию до н. э. культ Амона в этих бывших южных владениях Египта стал ещё более централизованным, чем в самом Верхнем Египте, где большую популярность приобретают Исида и Хор. Священным городом Амона в Нубии стала её первая столица Напата.
Когда нубийский правитель Кашта добился у Шепенупет I, единокровной сестры фараона Такелота III, бывшей «Супругой Бога» (верховной жрицей Амона), признания его дочери Аменирдис I своей наследницей, это означало начало установления контроля Напаты над Египтом. Фараоны XXV (эфиопской) династии всячески демонстрировали своё почтение перед Амоном; после их изгнания из Фив перемещается и важнейший центр культа Амона. Он получил значительное распространение в Мероэ и Нобатии, также ставшими теократическими государствами, где ключевую роль в принятии политических решений играл оракул Амона.
Вероятно, из Нубии же было заимствовано и ассоциирование этого бога с бараном, в частности, изображения Амона, изначально полностью антропоморфного божества (держащего уас человека в длинной короне), в виде человека с головой барана с закрученными рогами.

## Амон в древнегреческой религии
Согласно Геродоту, Амон (греч. Ἄμμων; Аммон) — имя Зевса у египтян. Пиндар написал гимн Амону, называя его «владыкой Олимпа». Его храм стоял в Фивах, статую бога работы Каламида в храм пожертвовал Пиндар. Его животное — баран. Амон Ливийский изображаем с крутыми рогами. Упоминается Еврипидом. Бог солнца.
Получил имя от пастуха, воздвигнувшего храм в Ливии. По другому рассказу, Дионис в Индии (то есть Эфиопии) искал воду и не находил, из песка вышел баран и показал воду. Тогда Дионис попросил Зевса включить барана в число созвездий. Там, где нашлась вода, Дионис построил храм Зевса-Амона
Оракул Амона вещал, что нужно отдать Андромеду на съедение чудовищу.
Известно, что оракула Амона, расположенного в оазисе Сива в ливийской пустыне, посетил отбивший Египет у персов Александр Великий, оракул назвал Александра сыном «Зевса-Аммона», что придало ему убеждённости в собственной божественности.

## Рационалистическая интерпретация
По рационалистической интерпретации, Амон — не бог, а древний египетский царь.
Согласно Диодору, Рея была первой женой ливийского царя Аммона, но когда узнала, что её муж изменил с нимфой Амалтеей и у них родился сын Дионис, бежала к брату Крону и стала его женой. Крон, по настоянию Реи, вёл войну с помощью титанов против Аммона. В последовавшем сражении сторонники Крона одержали верх, в то время как Аммон, который испытывал трудности из-за нехватки припасов, бежал на Крит и женился на дочери одного из куретов (в то время были царями) Крите. После женитьбы Аммон получил власть над этими районами, и остров, который до этого времени назывался Идея, он назвал Крит в честь своей жены.
Согласно историку Леонту, когда Дионис правил Египтом, Амон прибыл из Африки и пригнал ему скот, за это Дионис подарил ему землю против египетских Фив. Поэтому ваятели изображают Амона с рогатой головой.

## Эпонимы

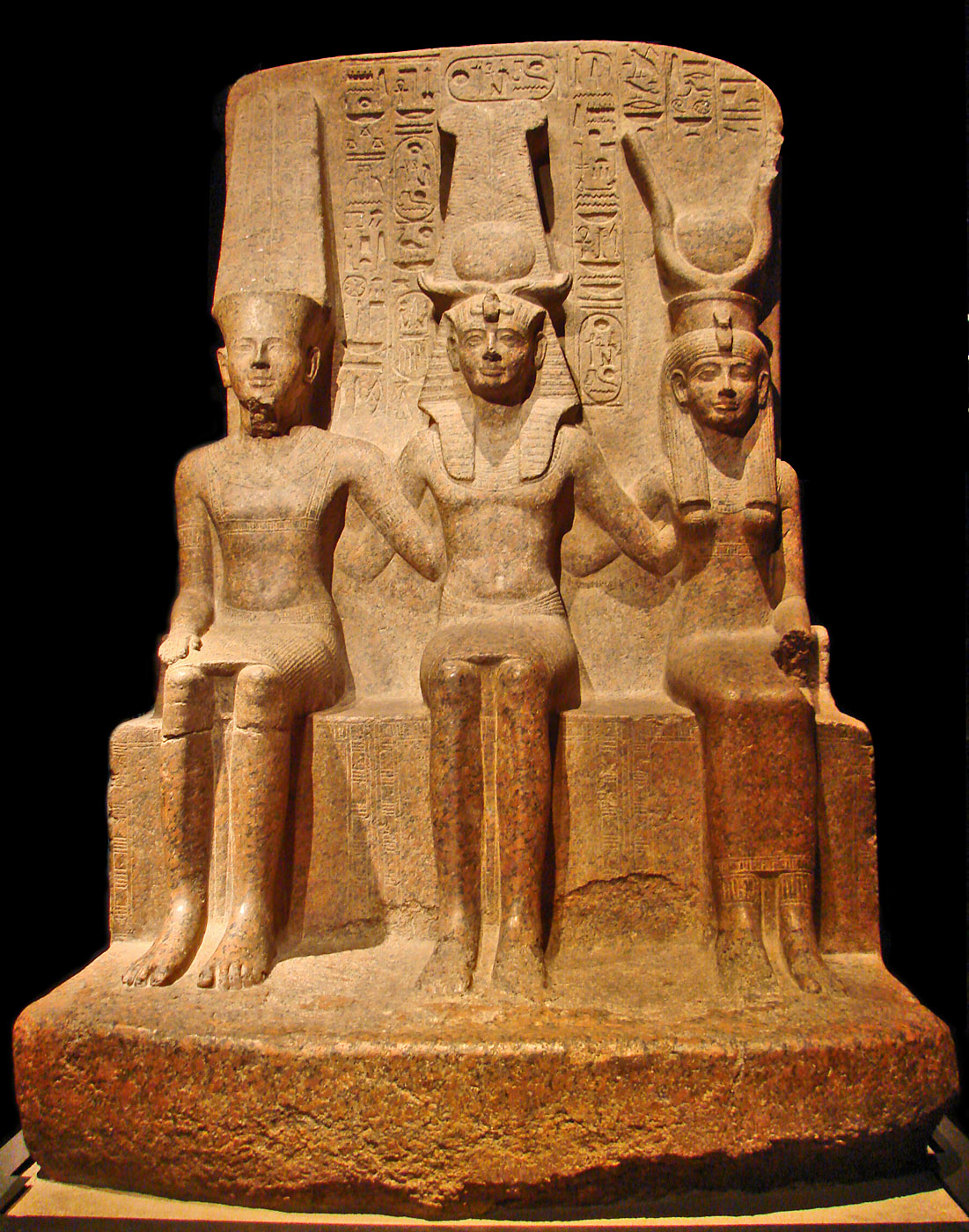
Изображение Рамсеса II с Амоном и Мут из храма в Фивах

Некоторые термины (эпонимы) в современных языках происходят от имени Амона, дошедшего посредством греческого языка в форме «Аммон».
В частности, это название вымерших головоногих аммонитов, спиралевидная форма ракушек которых напоминает бараньи рога, с которыми иногда изображался этот бог.
Другой пример — аммиак, название которого производится от латинского выражения sal ammoniacus («соль Амона»), так как неподалёку от храма Амона в ливийском оазисе Сива можно было добыть хлорид аммония. В жарком климате мочевина (NH2)2CO, содержащаяся в продуктах жизнедеятельности животных (в частности, караванных верблюдов, проходивших через оазис, который был важным пересечением торговых путей), разлагается особенно быстро. Одним из продуктов разложения и является аммиак. По другим сведениям, аммиак получил своё название от древнеегипетского слова, обозначавшего людей, поклоняющихся богу Амону. Они во время своих ритуальных обрядов нюхали нашатырь NH4Cl, который при нагревании испаряет аммиак.
В анатомии человека и позвоночных одна из структур головного мозга — собственно гиппокамп — в старых номенклатурах назывался «аммонов рог» (лат. «cornu Ammonis») из-за того же сходства с бараньим рогом.